# Ельцин-центр
Президе́нтский центр Б. Н. Е́льцина, или Е́льцин-центр, — общественный, культурный и образовательный центр, открытый в Екатеринбурге в 2015 году под эгидой одноимённого фонда рядом с кварталом Екатеринбург-Сити. Назван в честь первого президента России Б. Н. Ельцина. Спроектирован архитектурным бюро Bernaskoni во главе с Борисом Бернаскони.
Одним из основных объектов центра является музей Бориса Ельцина, посвящённый современной политической истории России и личности Ельцина. Также в центре функционируют арт-галерея, киноконференцзал, архив, парк научных развлечений, театральная платформа «В Центре», библиотека, книжный магазин, коворкинг, кафе. На площадках центра регулярно проводятся лекции, концерты, выставки, фестивали и другие общественные мероприятия.

## История создания
Ельцин-центр был создан во исполнение Федерального закона № 68 от 2008 года «О центрах исторического наследия президентов РФ, прекративших исполнение своих полномочий» — для сохранения, изучения и публичного представления наследия Ельцина «в контексте новейшей истории отечества, развития демократических институтов и построения правового государства». Учредителем центра выступает администрация президента РФ. Многие проекты центра инициированы образованным в 2000 году частным Фондом Ельцина во главе с дочерью Ельцина Татьяной Юмашевой. Исполнительный директор Фонда «Президентский центр Б. Н. Ельцина» — Александр Дроздов.
Весной 2009 года на заседании попечительского совета фонда «Президентский центр Б. Н. Ельцина» принято решение разместить президентский центр Бориса Ельцина в Екатеринбурге — городе, где он прожил большую часть жизни и где началась его политическая карьера. Это решение поддержали и члены семьи бывшего президента, в том числе Наина Ельцина. В сентябре того же года губернатор Свердловской области Эдуард Россель подписал Указ «О Президентском центре Бориса Ельцина», согласно которому Президентский центр Б. Н. Ельцина было решено разместить в бывшем конгресс-холле «Демидов». На тот момент улица 9 января, на которой велось строительство, уже была переименована в улицу Бориса Ельцина.

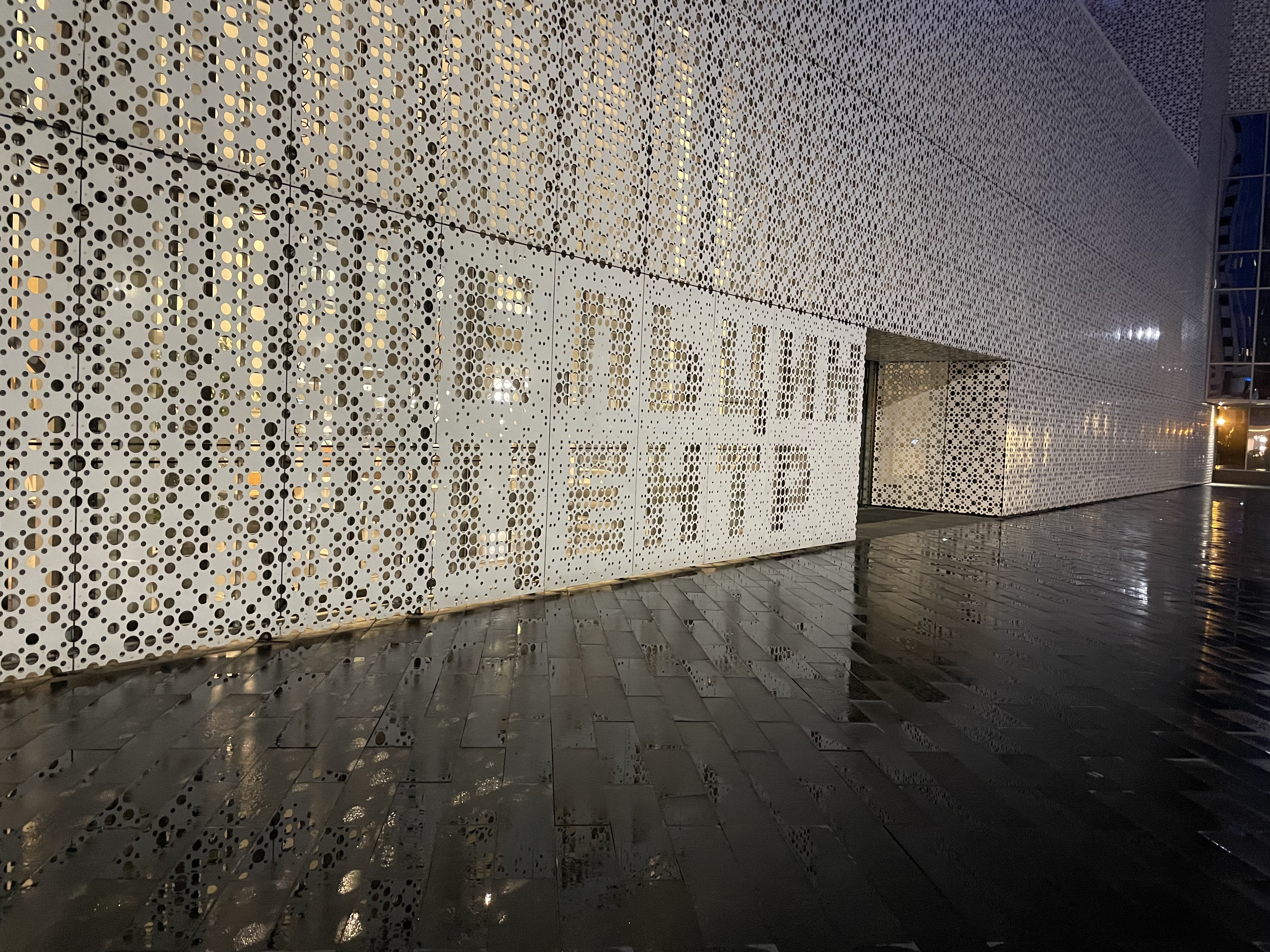
Вход в Ельцин-центр

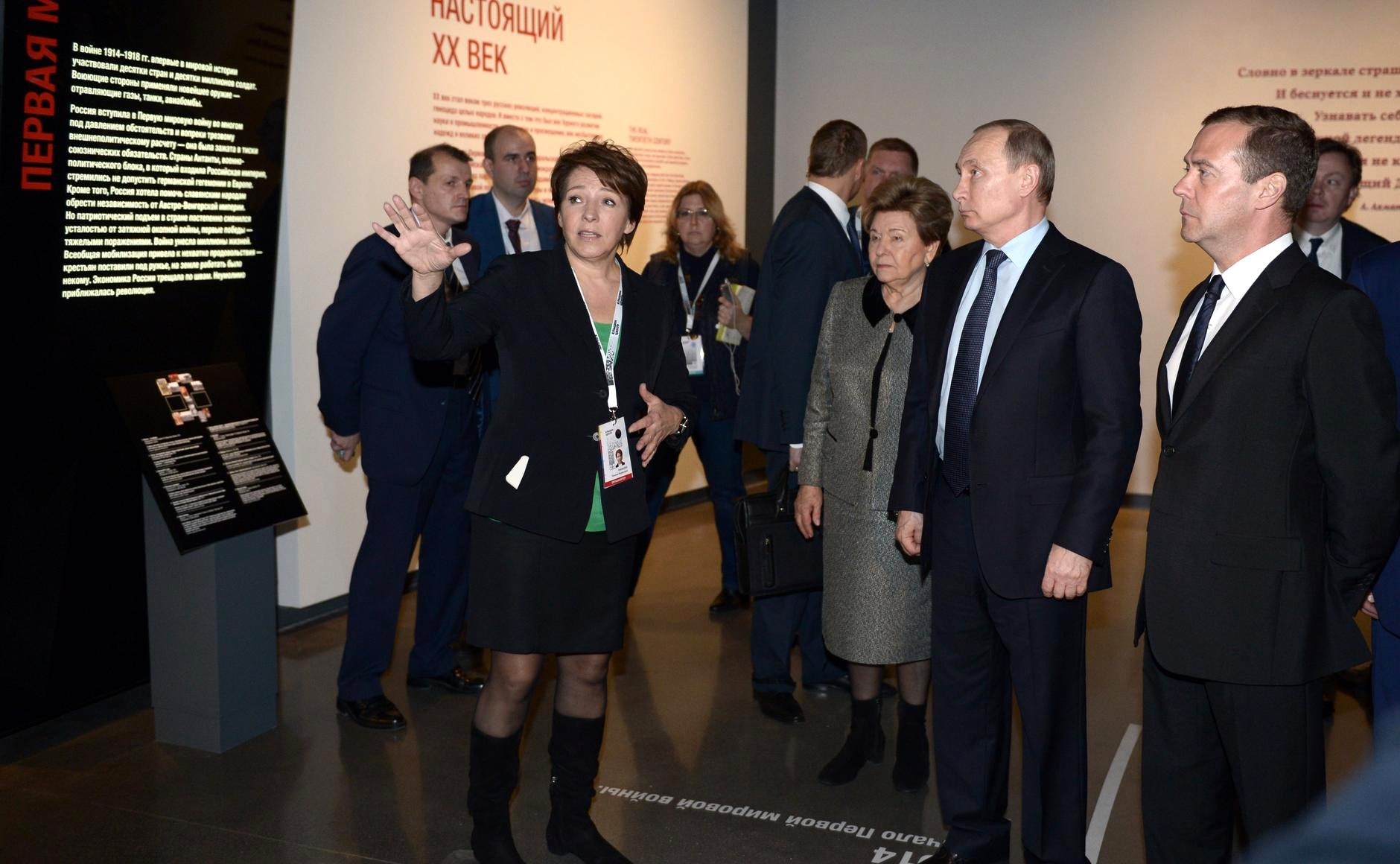
Татьяна Юмашева проводит экскурсию на открытии Ельцин-центра 25 ноября 2015 года

Ельцин-центр и музей Бориса Ельцина были торжественно открыты 25 ноября 2015 года. На открытии присутствовали президент России Владимир Путин, премьер-министр и экс-президент Дмитрий Медведев, вдова Ельцина Наина Иосифовна, прочие представители руководства страны и деятели культуры.
В декабре 2015 года начал работу лекторий книжного магазина «Пиотровский», гостями которого являются культурные и общественные деятели. Периодически лекции проходят и на других площадках Ельцин-центра, например лекция экс-министра внутренних дел ФРГ Герхарта Баума. А с осени 2016 года в кино-конференц зале центра проводятся лекции в рамках проекта «Интеллекции», посвящённые технологиям будущего.
За первый год работы музея его посетило свыше 250 тысяч человек. Также посетителей принимали различные мероприятия Ельцин-центра: концерты российских и иностранных исполнителей, фестиваль «Остров 90-х», Старый новый рок, Первый Уральский открытый фестиваль российского кино, комикс-конвент E-Con и прочие.

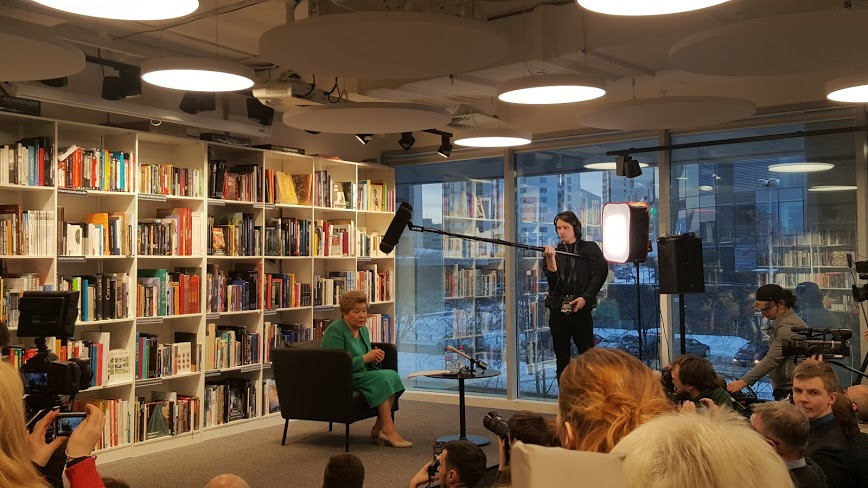
Выступление Наины Ельциной в лектории «Пиотровского»
1 февраля 2017 года

В разные годы в центре проходили кинофестивали: фестиваль российского документального кино «Артдокфест», Первый Уральский открытый фестиваль российского кино, фестиваль американского документального кино, фестиваль фильмов о музыке и новой культуре «Beat Weekend», Еврейский кинофестиваль и прочие.
В 2017 году Ельцин-центр был удостоен премии «Европейский музей года».
В 2019 году на фасаде Ельцин-центра в день освобождения Ивана Голунова (см. «Дело Ивана Голунова») появилась надпись: «Это — день нашей свободы».

### Здание
Здание, в котором ныне располагается Ельцин-центр, начинало строиться ещё в 2006 году свердловским предпринимателем Марсом Шарафулиным как крупнейший в Екатеринбурге бизнес-центр с конгресс-холлом «Демидов-плаза». Строительство двух очередей комплекса планировалось завершить в 2008—2009 годах. В 2007 году было принято решение, что здесь пройдёт встреча глав государств в рамках саммита ШОС-2009, но в итоге конгресс-холл не смогли сдать в срок. В 2008 году объект перешёл под контроль УГМК, спустя некоторое время стройка была остановлена.

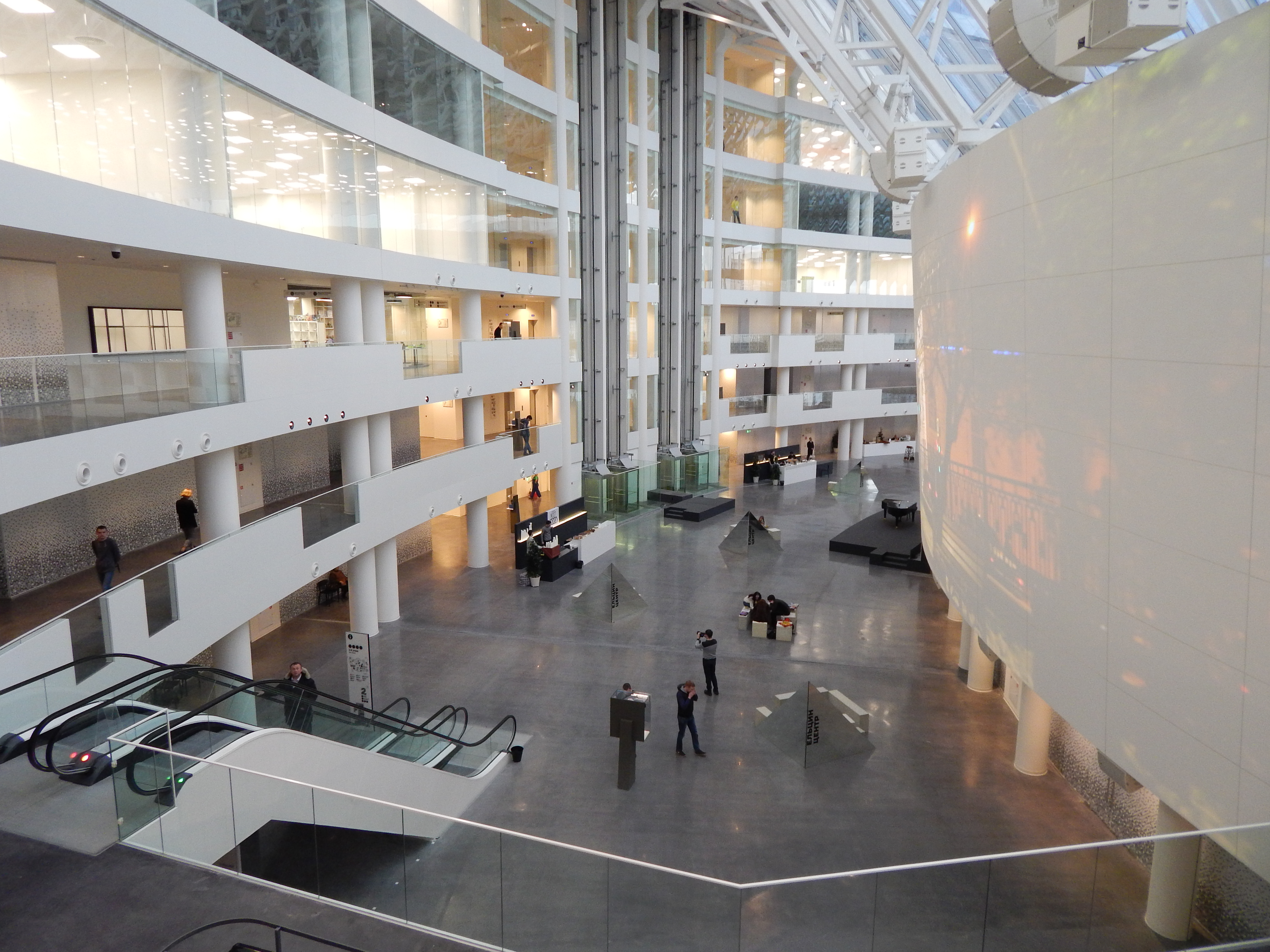
Атриум Ельцин-центра, 2015 год

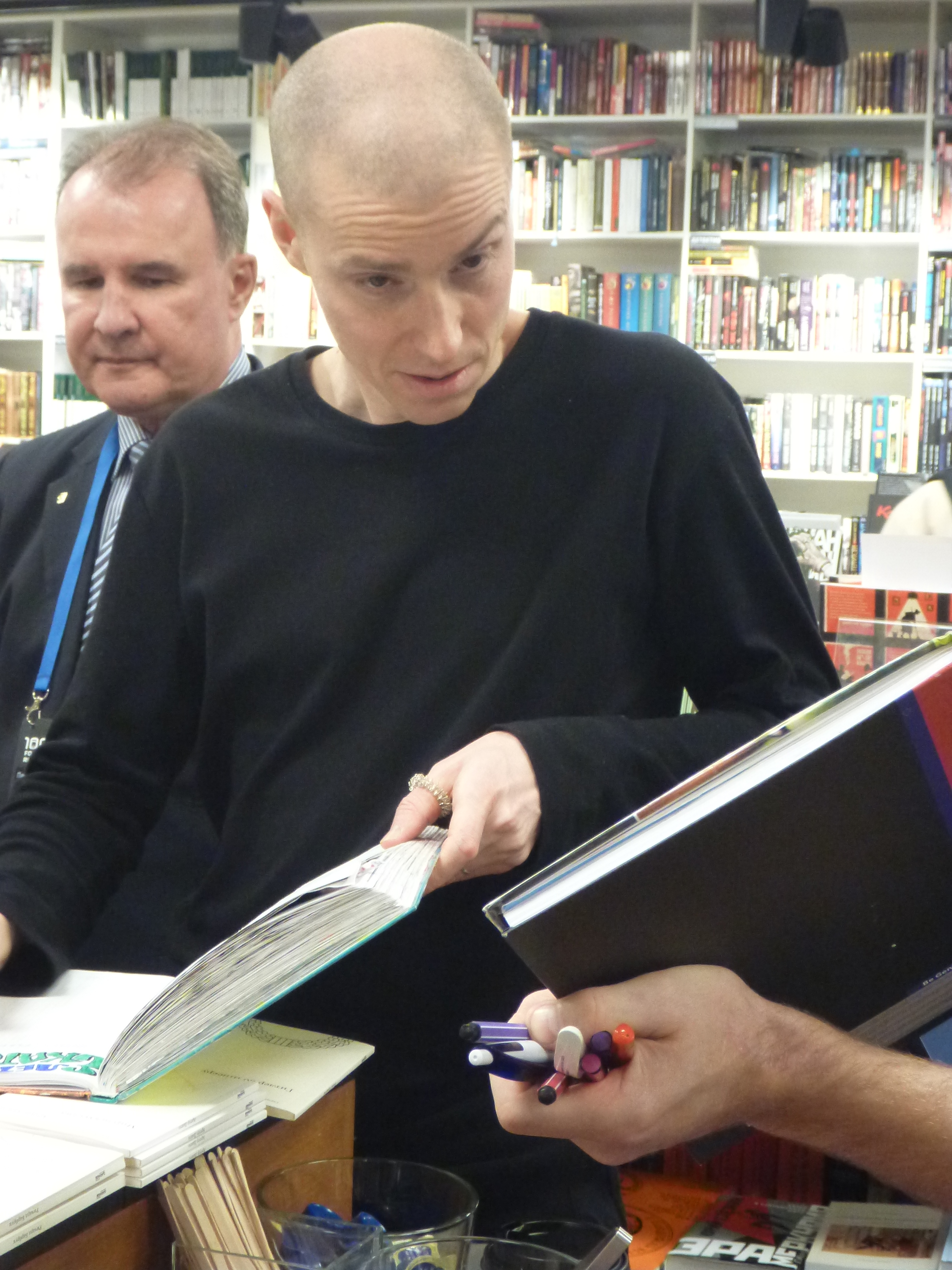
Архитектор Бернаскони, Борис в Ельцин-центре, 2019 год

На момент передачи здания Ельцин-центру была полностью возведена коробка здания и выполнена большая часть фасадных работ, внутренней отделки ещё не было. В 2011 году «Ельцин-центр» выкупил у УГМК часть бизнес-центра «Демидов» за 2 миллиарда рублей.
Здание досталось Президентскому центру Ельцина с планировкой, рассчитанной на обычных арендаторов-коммерсантов под офисы и магазины. Потому весной 2013 года началась масштабная реконструкция под руководством бюро Бориса Бернаскони. Всего на завершение строительства здания и приспособление его под Президентский центр Б. Н. Ельцина было потрачено более 7 млрд рублей. При этом кредит, выделенный из бюджета Свердловской области в размере 2 млрд рублей, Ельцин-центр не смог отдать в срок. Руководство центра погасило кредит в сентябре 2017 года.
Ельцин-центр, разместившись на трёх нижних этажах южного крыла, занял только четверть общей площади здания. Остальное пространство отдано в аренду офисам и магазинам.

## Музей Бориса Ельцина
Задачу превратить круглый в горизонтальном сечении второй этаж здания в музей решил побывавший на месте Павел Лунгин — он придумал концепцию «ротора» — кругового движения посетителей по часовой стрелке.

…я увидел недостроенный массив здания с круглой шайбой посередке, где гулял ветер. Я понял, что шайбу надо разрезать как пирог — на семь дней, семь моментов из жизни. Мне хотелось брать сложные дни, когда Ельцин был в критических ситуациях, ведь это свойство его характера — выходить из кризисов. Получилась история про семь дней, которые изменили Россию. Каждый зал — это один день, и в каждом — информация вокруг этого дня, где заодно рассказывается история из жизни Бориса Николаевича.— Павел Лунгин, кинорежиссёр, автор идеи экспозиции «7 дней»
Музей состоит из 9 залов:
- Лабиринт — история России с 1914 по 1987 год и история семьи Ельциных.
- День первый. «Мы ждём перемен!»
- День второй. Августовский путч
- День третий. Непопулярные меры
- День четвёртый. Рождение Конституции
- День пятый. «Голосуй или проиграешь»
- День шестой. Президентский марафон
- День седьмой. Прощание с Кремлём
- Зал Свободы[28]

Созданием экспозиции музея занималось американское Агентство музейного дизайна Ральфа Аппельбаума, которое победило в конкурсе среди более чем 20 компаний (до этого агентство работало в России над Еврейским музеем в Москве). История и эпоха Ельцина помимо предметов, личных вещей и архивных фотографий представлена арсеналом технических средств: инсталляциями, объектами, моделирующими обстановку, видеопроекцией, а также взаимодействующими с посетителями интерактивными экспонатами. 

Экспозиция музея
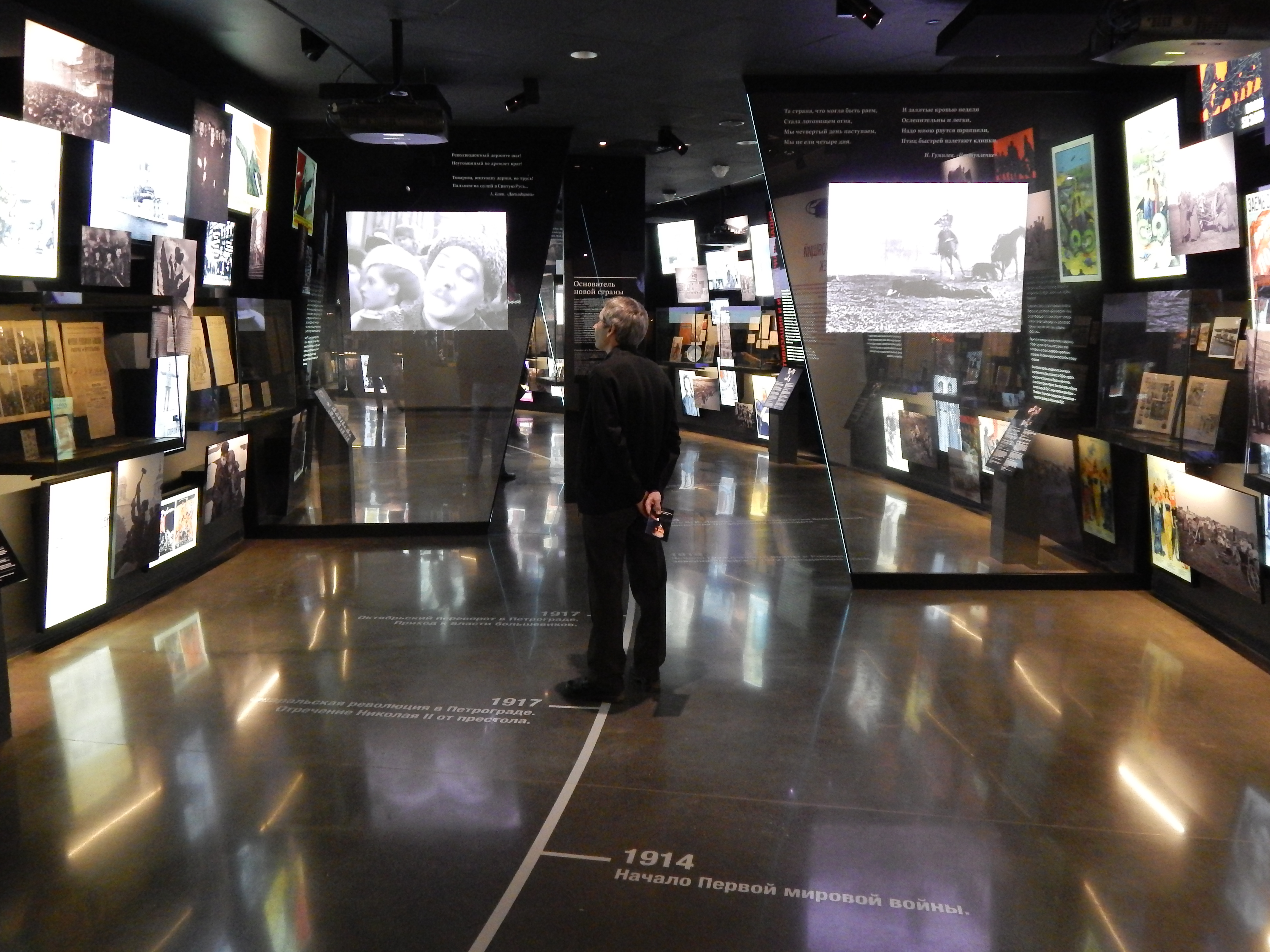
Зал «Лабиринт»
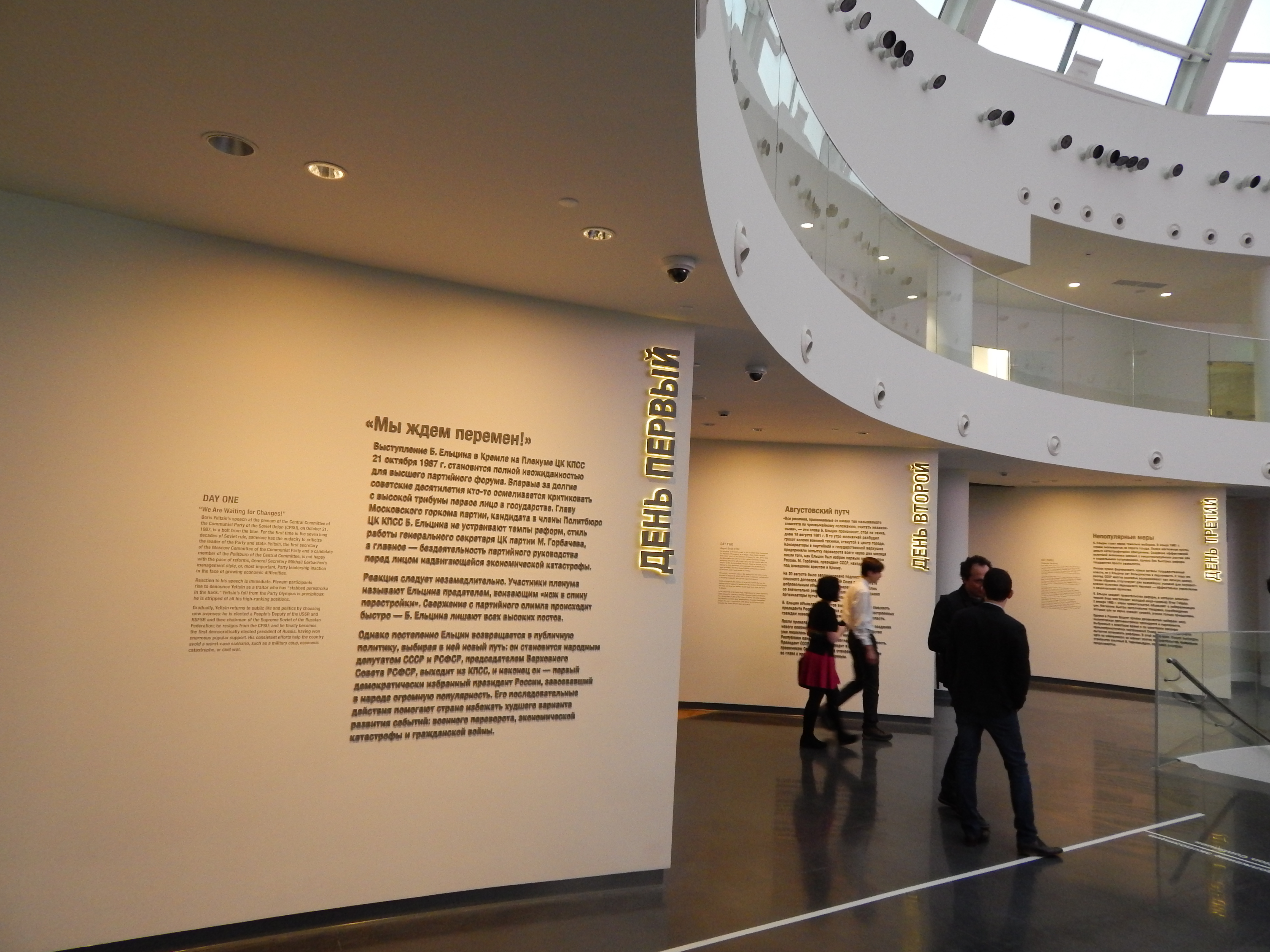
Главный зал музея
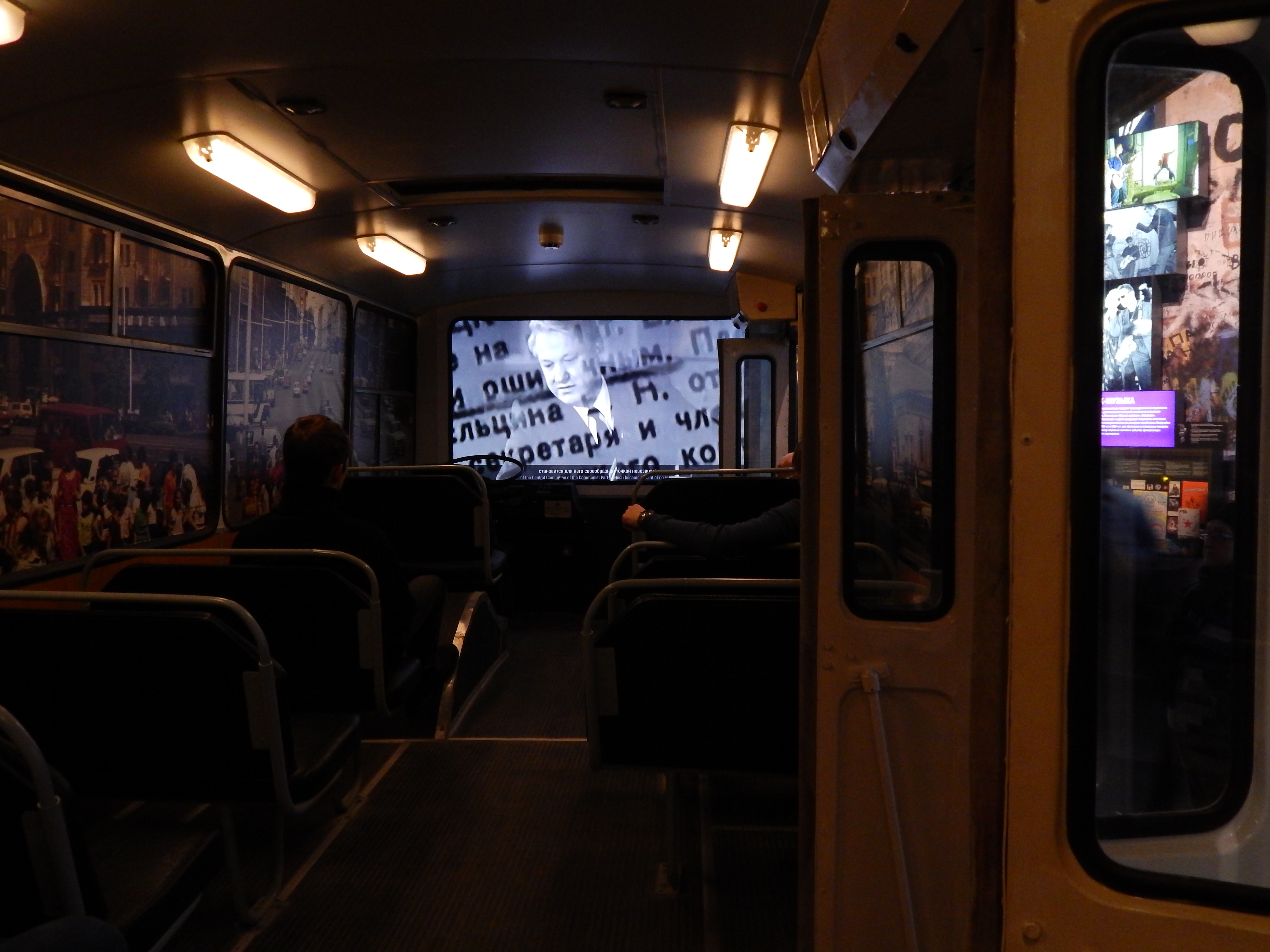
День первый. «Мы ждём перемен!»
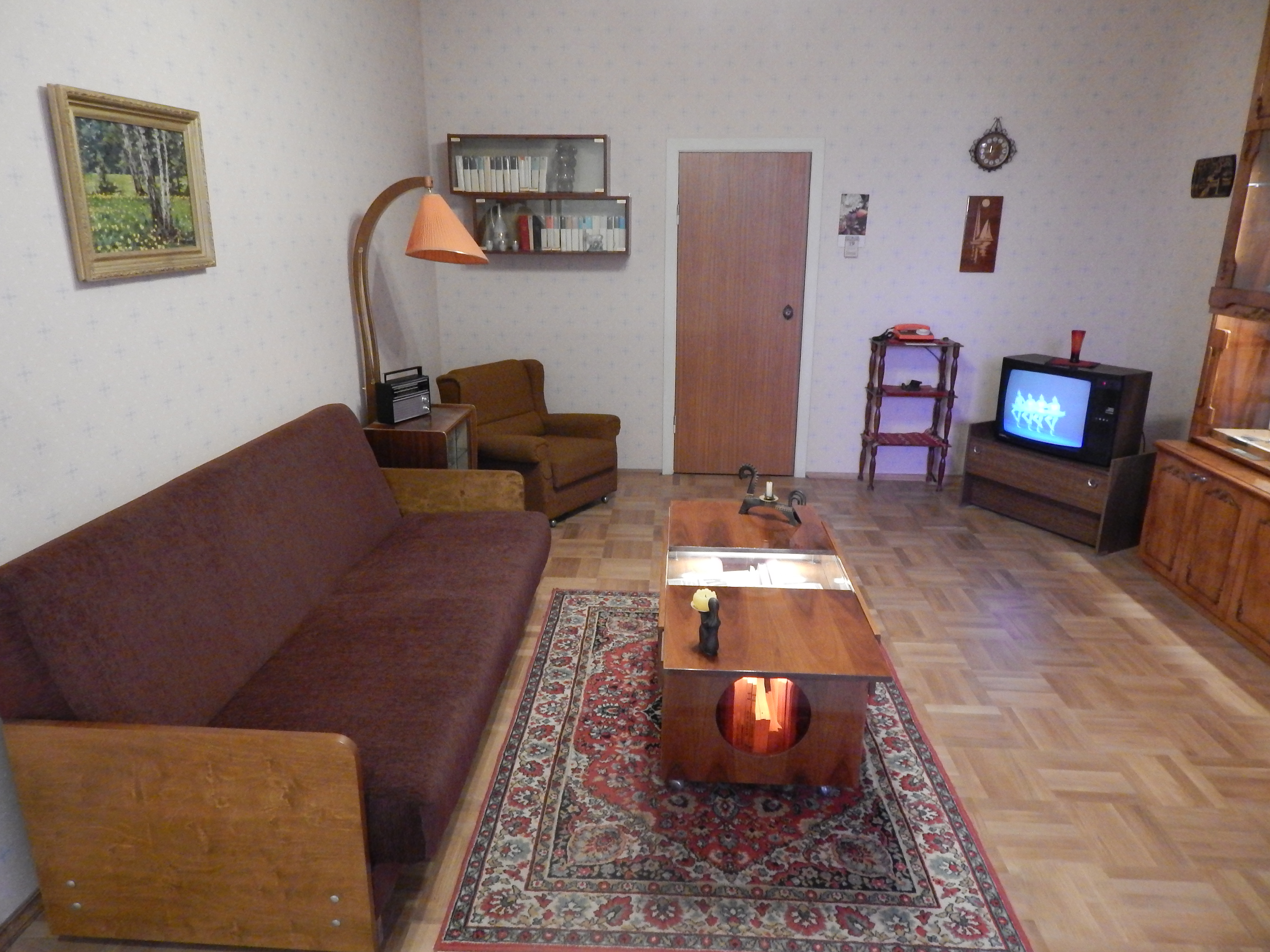
День второй. Августовский путч
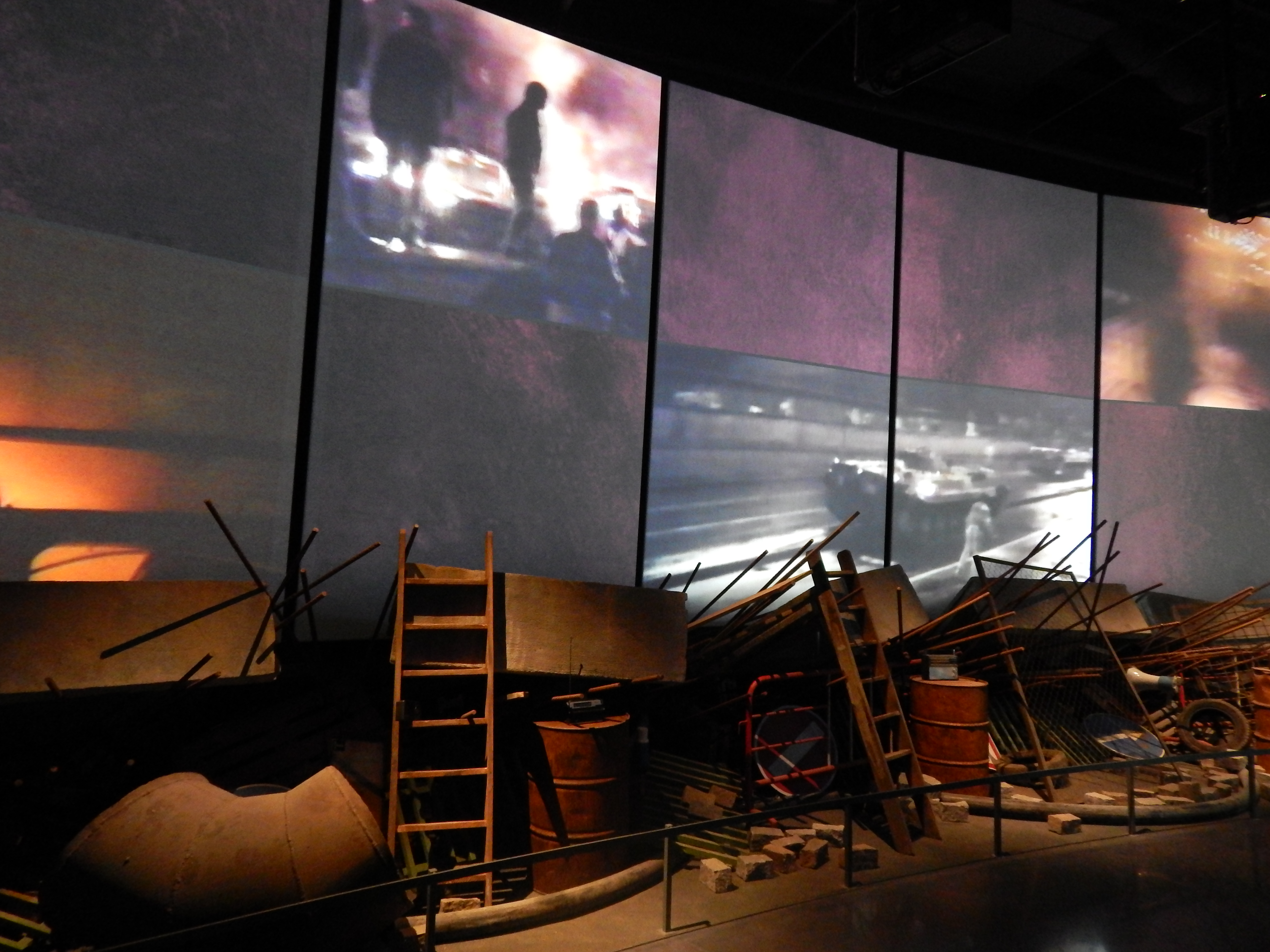
День второй. Августовский путч
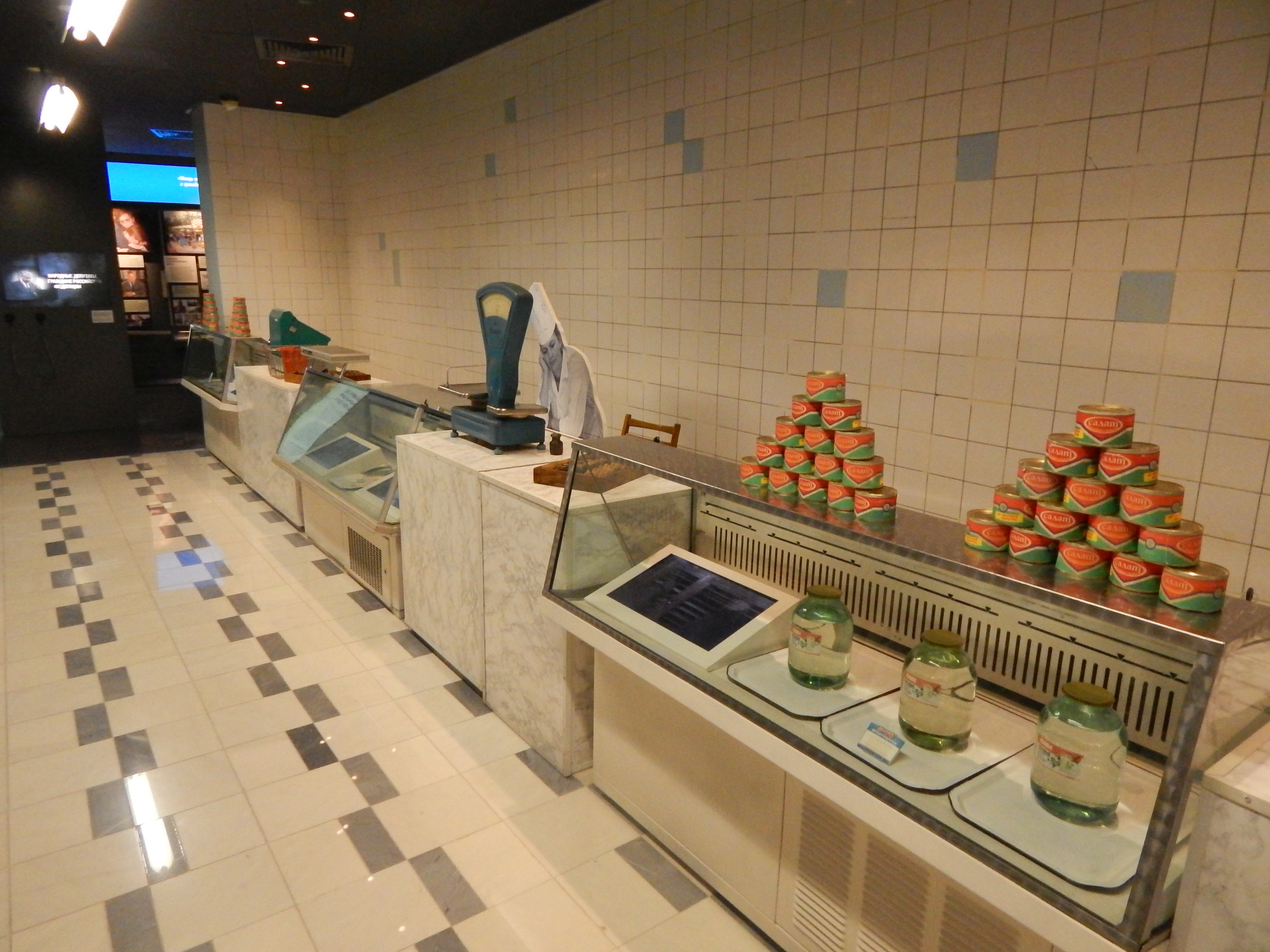
День третий. Непопулярные меры
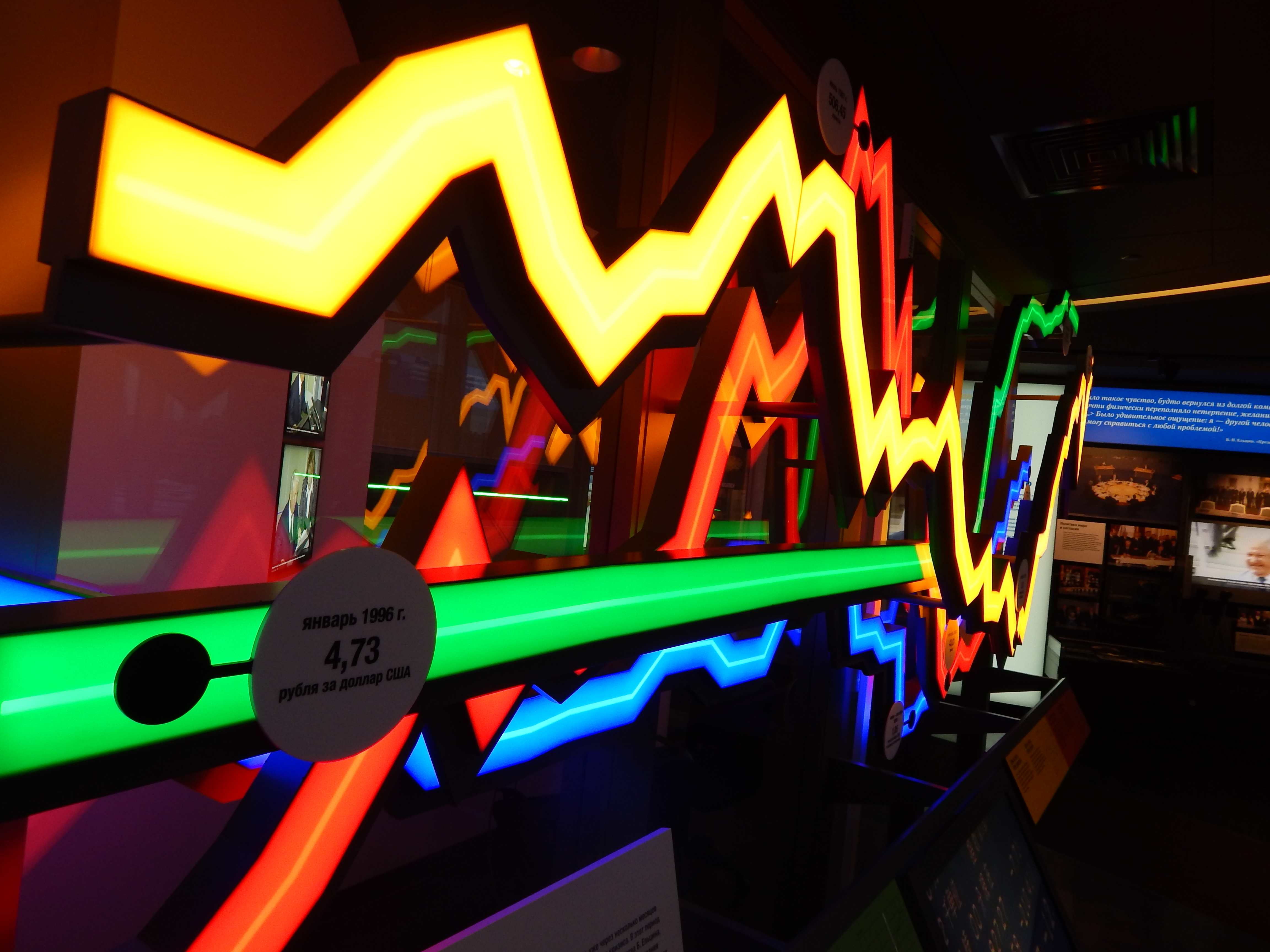
День шестой. Президентский марафон
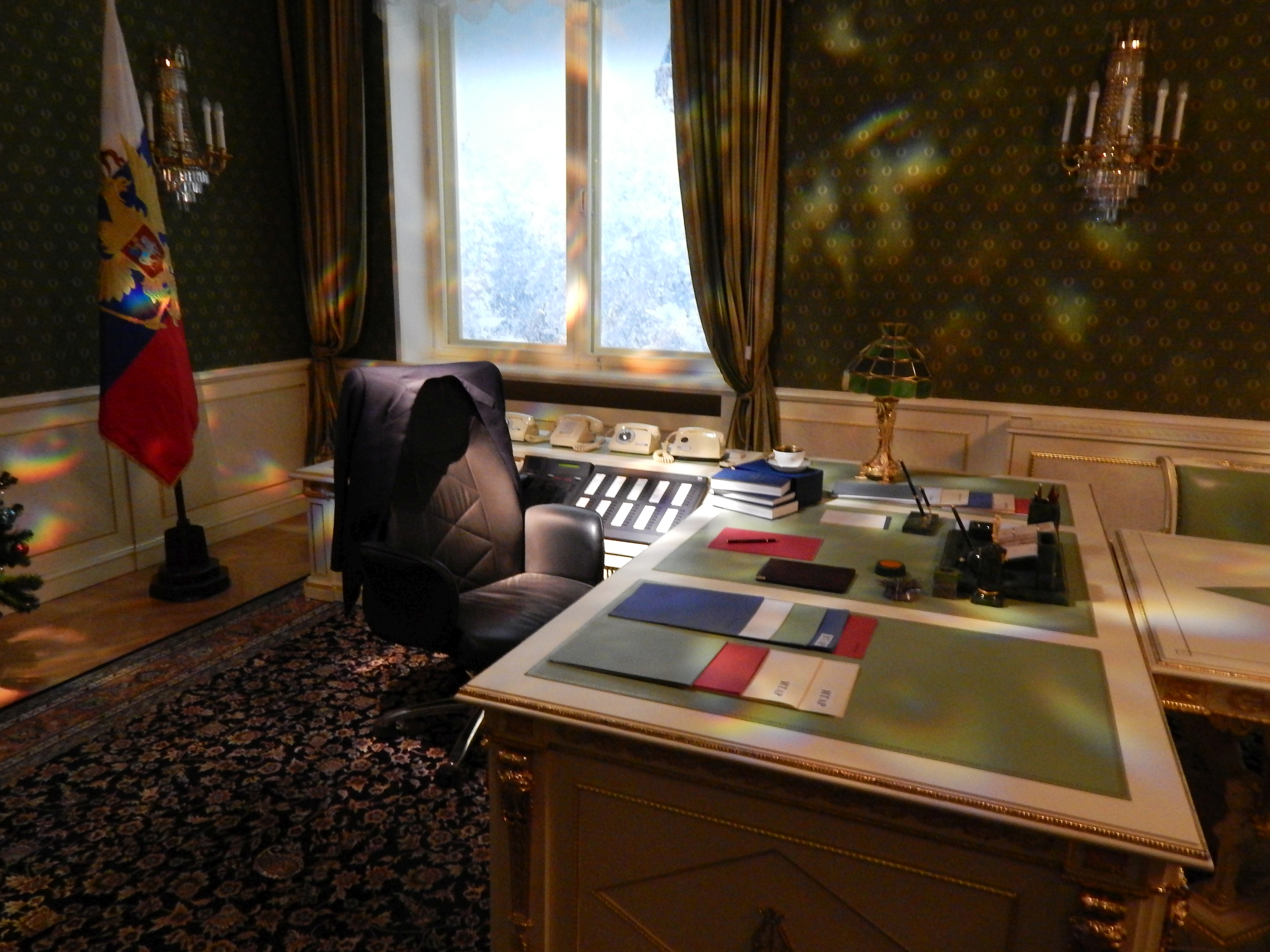
День седьмой. Прощание с Кремлём
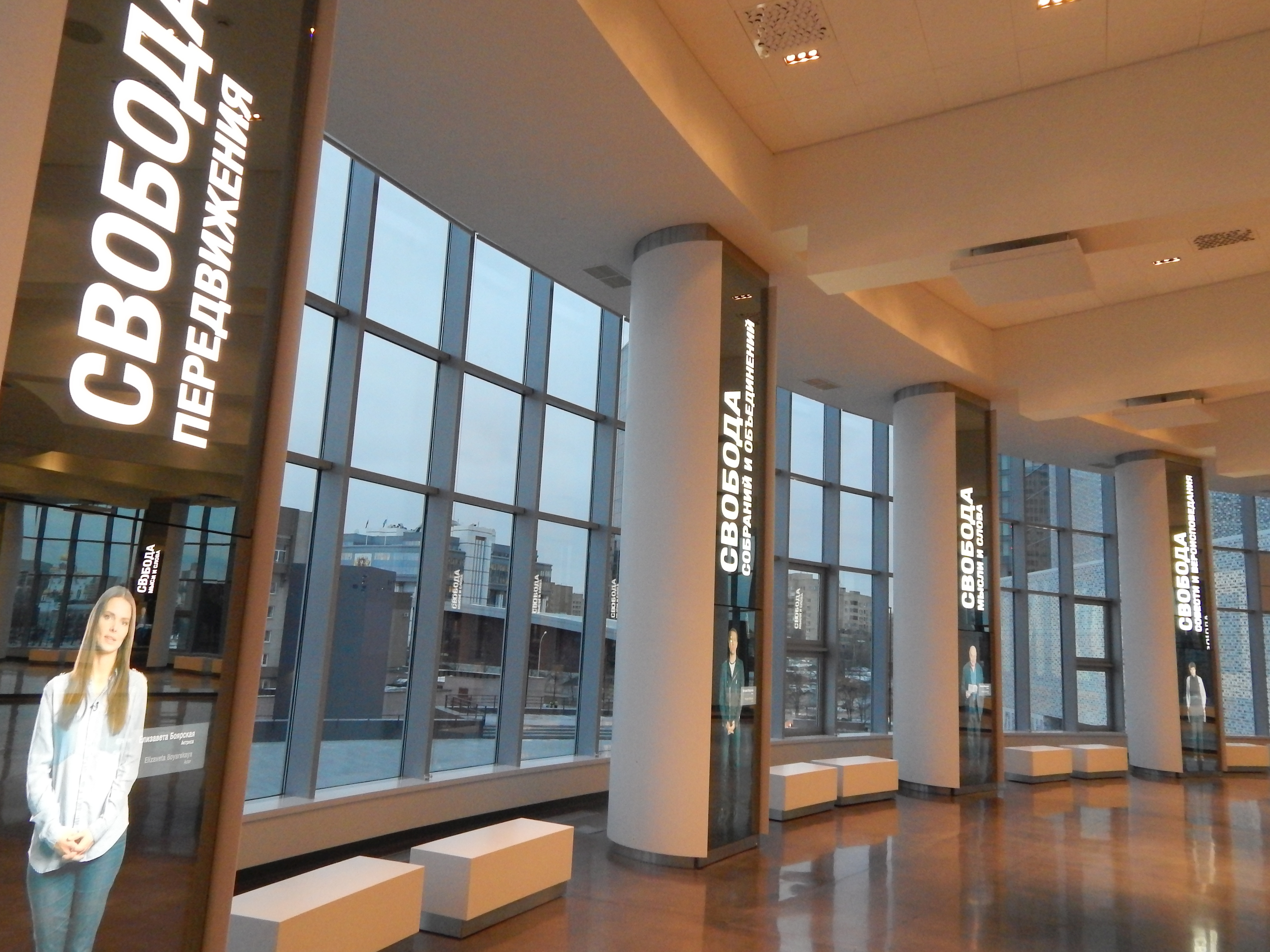
Зал Свободы
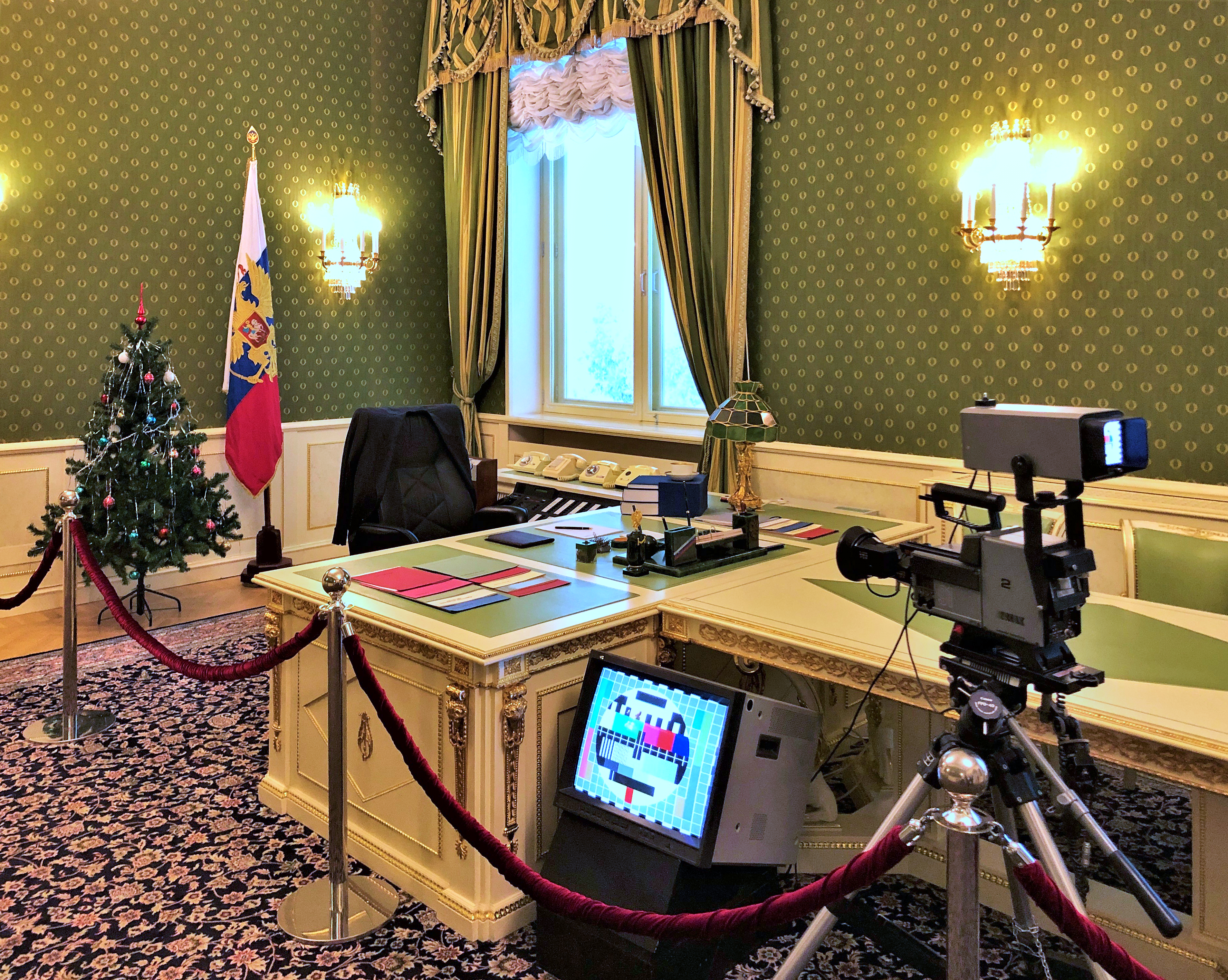
Копия рабочего кабинета

Для посетителей-детей выпущен паспорт знатока истории, в котором юным посетителям предлагается во время посещения музея выполнить задания (например, найти и проставить пять печатей, символизирующих свободы, предусмотренные конституцией; также на страницах паспорта есть задания вроде «найти» Б. Н. Ельцина в толпе или решить кроссворд про детство Ельцина).

## Арт-галерея
Галерея Ельцин-центра — пространство для выставок современного искусства XX и XXI веков. Площадка принимает проекты из других музеев и городов, сотрудничала с Уральской индустриальной биеннале, проходившей в Екатеринбурге до 2021 года. В 2017 году состоялась фотовыставка работ Евгения Халдея периода Великой Отечественной войны, из которых семь никогда прежде не демонстрировались.
Художественные проекты галереи становились лауреатами премии «Инновация» (Владимир Селезнев — 2019, «Урал мари. Смерти нет» — 2020).

## Театральная платформа «В Центре»
Это театр, ищущий в своих постановках новый театральный язык. Специфика эксперимента подразумевает знакомство зрителей с современными авторами и с современной драматургией. Платформа преимущественно работает с пьесами, уже отмеченными ведущими драматургическими конкурсами (среди авторов Ирина Васьковская, Роман Козырчиков, Ярослава Пулинович, Константин Стешик, Ринат Ташимов). Кроме своих екатеринбуржских — Дмитрий Зимин («Летели качели», «Взломанный», «Зачем я это помню», «Я пишу для букваря» / Plug and Play, «Цветы времени»), Илья Ротенберг («Лишний»), Александр Вахов («Новогодние приключения Гены и Уйбаана», «Про китёнка и котёнка», «Чёрные скоморохи») на постановки приглашаются режиссёры из других городов России: Семён Серзин («Летели качели», «Война, которой не было»), Николай Русский («Шпаликов», «Коллективные действия»), Алексей Забегин и Владимир Антипов («Колымские рассказы», «Неважно себя чувствую», «Книга кодов и прохождений»), Александр Плотников («Римские элегии»), Антон Морозов («Циники»), Светлана Баженова («Нэнси Дрогович», «Стыдно быть несчастливым»). Многие спектакли театра — участники театральных фестивалей, «Римские элегии» входил в лонг-лист фестиваля и национальной театральной премии «Золотая маска».
Расположена на пятом этаже Центра, где и проходят большинство спектаклей. Руководитель Театральной платформы — драматург Мария Конторович, сменившая Наталию Санникову.

## Доходы и расходы
Согласно опубликованному в июне 2017 года финансовому отчёту за 2016 год доходы Ельцин-центра составили 3003,4 млн руб, из которых 88,4 млн руб. получены от предпринимательской деятельности центра (из них около 40 млн руб. от продажи билетов), а 2917,0 млн руб. — «добровольные имущественные взносы и пожертвования». Экономист Юрий Болдырев предположил, что добровольные взносы и пожертвования являются кредитами от «полугосударственных» банков, которые потом придётся возмещать из бюджета. Частью доходов Ельцин-центра являются субсидии из федерального бюджета, которые предусмотрены в размере: 146,4 млн руб. на 2016 год, 140,1 млн руб. на 2017 год, 137 млн руб. на 2018 год и 134,9 млн руб. на 2019 год.
Расходы Ельцин-центра за 2016 год составили 6,43 млрд руб., из которых основная часть (5,13 млрд руб.) потрачена на «приобретение основных средств, инвентаря и иного имущества». На целевую деятельность потрачен 61 млн руб., что меньше, чем в 2015 году, когда Ельцин-центр только открылся. Зато в 2016 году более, чем в два раза выросли расходы на административно-управленческий аппарат — по этой статье израсходовано 169,3 млн руб. (в 2015 году — 65,5 млн руб.).
По итогам 2016 года долговые обязательства Ельцин-центра превысили 3 млрд руб., в том числе 3,13 млрд руб. долгосрочные и 423,8 млн руб. — краткосрочные. В 2017 году в СМИ появилась информация о том, что власти Свердловской области на покрытия долгов Ельцин-центра (только областному бюджету он должен 2,4 млрд руб., в том числе 0,4 млрд руб. процентов) сдадут в аренду помещения в Городке чекистов. Однако в сентябре того же года Ельцин-центр вернул в бюджет Свердловской области задолженность в размере 2 млрд рублей, срок погашения которой четыре раза пролонгировался. Проценты по долгу остались неуплаченными.

## Руководство
Председателем Правления и Исполнительным директором Фонда «Президентский центр Б. Н. Ельцина» является А. А. Дроздов.
Члены правления:
- А. С. Волошин
- В. В. Григорьев
- Д. В. Молчанов
- М. Е. Швыдкой
- В. Н. Шевченко
- В. Б. Юмашев[66]

Попечительский совет:
- А. Э. Вайно
- А. С. Волошин
- А. А. Громов
- Н. И. Ельцина
- А. В. Жога
- П. В. Крашенинников
- А. В. Орлов
- Д. В. Паслер
- М. Е. Швыдкой
- В. Н. Шевченко
- В. Б. Юмашев
- Т. Б. Юмашева[67]

## Скандалы
В 2017 году произошло сразу два скандала, в которых оказались замешаны лица, работающие в Ельцин-центре. 29 марта 2017 года воспитатель детского лагеря, арендующего помещение в Ельцин-центре, заставила подростка, который матерился, вымыть в туалете Ельцин-центра рот с мылом. Воспитательница не состояла в штате Ельцин-центра, а работала по договору оказания услуг. Мать мальчика подтвердила, что её сын часто матерится, и отметила, что не собирается давать ход делу. В Ельцин-центре первоначально заявили, что с педагогом будет просто проведена беседа. Однако после того, как известный журналист Олег Кашин рассказал об этом инциденте, заместитель директора Ельцин-центра Людмила Телень заявила, что воспитательница будет «немедленно» уволена. В защиту воспитательницы и применённого ею метода воспитания выступил известный детский писатель Эдуард Успенский, заявивший, что таких людей надо «беречь» и что воспитательницу надо «немедленно восстановить» на работе.
Второй скандал случился в июне того же года и был также связан с детьми. 18 июня 2017 года в рамках программы «Шведская модель» была показана подборка «лучших короткометражных фильмов для детей», причём на объявлении о кинопоказе сообщалось: «без возрастных ограничений». На показ привели около десяти детей в возрасте младше 12 лет (самый маленький был в детской коляске). Собравшимся был продемонстрирован фильм о подростках, которые занимались сексом, курили и употребляли алкоголь. Представитель Ельцин-центра пояснила, что фильмы были предоставлены шведским консульством. Сам Ельцин-центр только предоставил площадку. На этот кинопоказ в прокуратуру пожаловались несколько родительских общественных организаций. Уполномоченный по правам ребёнка в Свердловской области Игорь Мороков подверг критике позицию представителя Ельцин-центра, заявив, что высказывания Ельцин-центра о том, что они только «представляли площадку» несостоятельны и отметил, что за содержание показанных материалов отвечает тот, кто предоставляет место для их демонстрации.
В 2025 году после жалоб провластных активистов в «Ельцин-центре» были отменены показы спектакля режиссёра Владимира Мирзоева «Я убил царя», повествующего об истории убийства Николая II и его семьи в доме Ипатьева в Екатеринбурге.

## Критика
Практически с момента открытия Ельцин-центр обвиняется представителями различных организаций (например, Национально-освободительного движения (НОД)) в искажении информации о событиях периода правления Ельцина. Перед центром иногда проводятся акции протеста. В конце ноября 2015 года перед Ельцин-центром провели пикет-фотовыставку о событиях 1990-х годов под девизом «Не дай Бог снова». В 2016 году перед Ельцин-центром прошли протестные мероприятия ЛДПР и НОД.
В 2015 году в «Литературной газете» был опубликован критический материал об открытии центра —  «Мумификация позора».
Деятельность музея подверг резкой критике Председатель Союза кинематографистов РФ Никита Михалков. В своей авторской передаче Бесогон TV «Есть ли выход из исторического лабиринта Ельцин-центра?» он обвинил музей в намеренной подтасовке истории. На парламентских слушаниях в Совете Федерации в декабре 2016 года он заявил, что «в Центре ежедневно осуществляются инъекции разрушения самосознания людей».
Свердловское отделение организации «Всероссийское родительское сопротивление» в жалобе в прокуратуру в июне 2017 года обвинило Ельцин-центр в том, что в Галерее современного искусства, куда свободен вход для детей, демонстрируются произведения, содержащие «откровенные» сцены, а в музее Бориса Ельцина, который также посещают посетители с детьми, представлены «экспонаты, способные травмировать детскую психику», образцы алкогольной и табачной продукции без предупреждающих надписей, в ресторане «Барборис» и в магазине на территории Ельцин-центра осуществляется свободная продажа алкоголя.
Противниками Центра создаются петиций на портале Change.org с требованием закрыть Ельцин-центр за искажение исторических событий или за пропаганду. В 2016 году были размещены две такие петиции, каждая из которых набрала более 4 тыс. голосов. Петиция против создания в Москве филиала Ельцин-центра набрала более 2,7 тыс. подписей.

## Филиал в Москве
Создание московского филиала было предусмотрено тем же Федеральным законом № 68 «О центрах исторического наследия президентов РФ, прекративших исполнение своих полномочий», для чего Фонд Бориса Ельцина с 2007 года проводил подготовительную работу по сбору документов, разрабатывался проект реставрационных работ в особняке XVIII века усадьбе Долгоруковых—Бобринских. Усадебный комплекс, куда входят главный дом с парадными интерьерами, каретный сарай, два флигеля, ограда с воротами и скульптуры Елены и Париса на парадном дворе, является историческим объектом федерального значения, он был передан в пользование Ельцин-центру в 2010 году в оперативное управление сроком на 49 лет. На этапе противоаварийных работ и подготовки к реставрации подключилась администрация Ельцин-центра. Реализация реставрационных работ полностью находилась в ведении Управление делами президента.

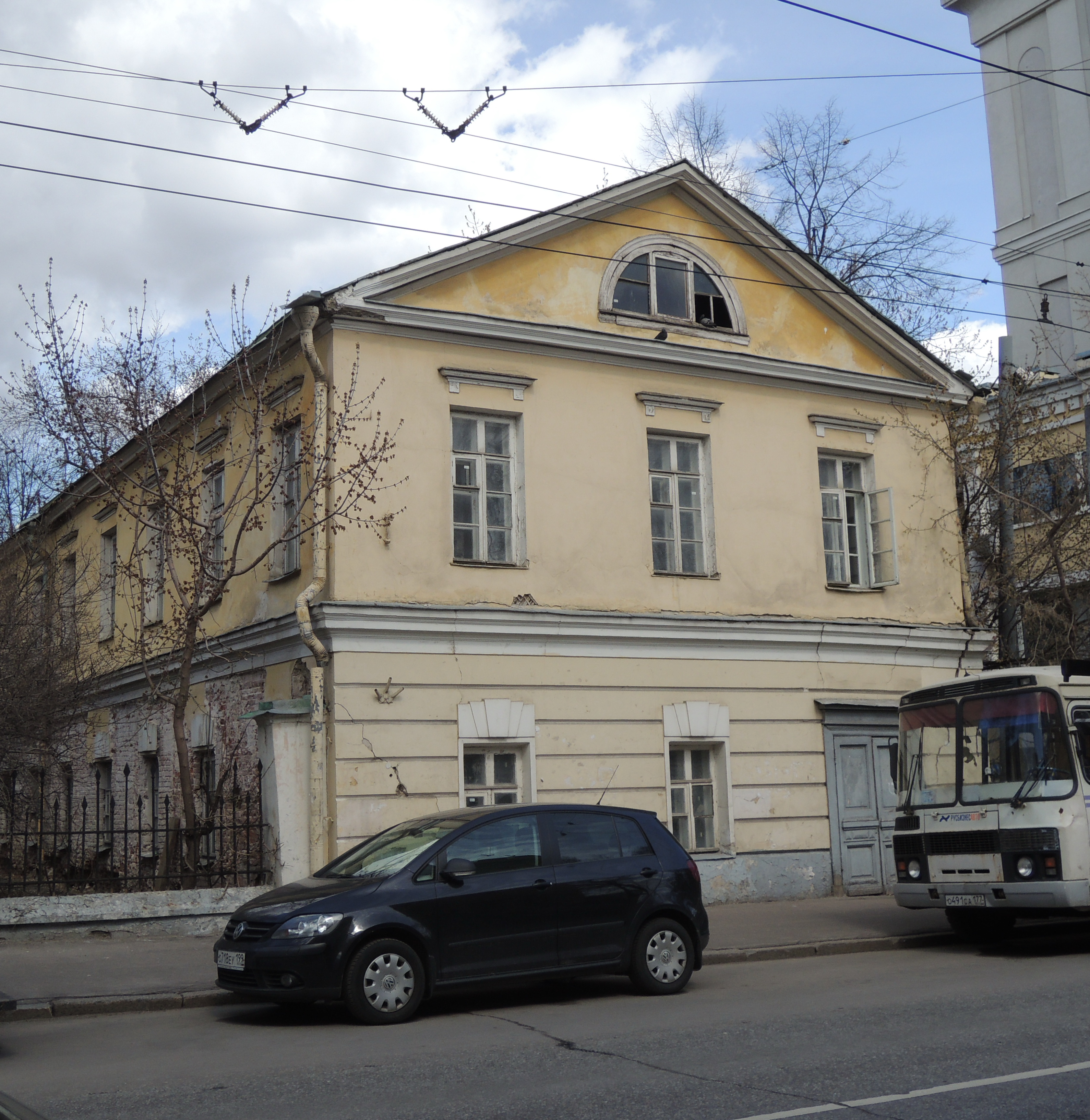
Восточный флигель до реставрации

В ноябре 2020 года в Государственную думу вносили законопроект с целью исключения необходимости создания филиала Центра в Москве, который впоследствии был отклонён.
К 2025 году реставрация усадьбы в основном закончена. В 2024 году на первом этаже восточного флигеля открылся книжный магазин «Пиотровский». В музейно-выставочном пространстве уже состоялась совместная с галереей «Люмьер» выставка фотографий Андрея Князева, её сменила фотовыставка внучки Ельцина Маши Юмашевой «Моя бабушка — первая леди». Хотя филиал не считается полностью открытым, в постоянном режиме в нём проводятся лекции, книжные презентации. В планах проекты, рассчитанные на разные группы по интересам: вечера камерной музыки, современное искусство, документальная фотография, история Москвы и малых российских городов, доказательная медицина. Будет и музейная экспозиция, посвящённая истории усадьбы.